# Mount Southwick
Mount Southwick ist ein 3280 m hoher Berg im westantarktischen Ellsworthland. Er ragt 14,5 km südsüdöstlich des Mount Craddock am südlichen Ende der Sentinel Range des Ellsworthgebirges auf.
Der United States Geological Survey kartierte ihn anhand eigener Vermessungen und Luftaufnahmen der United States Navy zwischen 1957 und 1959. Das Advisory Committee on Antarctic Names benannte ihn 1961 nach Technical Sergeant Thomas E. Southwick vom United States Marine Corps, Navigator einer Douglas DC-3 beim Luftaufklärungsflug über das Ellsworthgebirge am 28. Januar 1958.